# Waggonbau Bautzen
Waggonbau Bautzen je závod výrobce kolejových vozidel Alstom sídlící v Budyšíně v Horní Lužici. Byl založen v roce 1846. Od 2. února 1998 patří do koncernu Bombardier. Mezi nejznámější produkty patří osobní železniční vozy a tramvaje, ale ve své historii vyráběl i jiné produkty.

## Historie

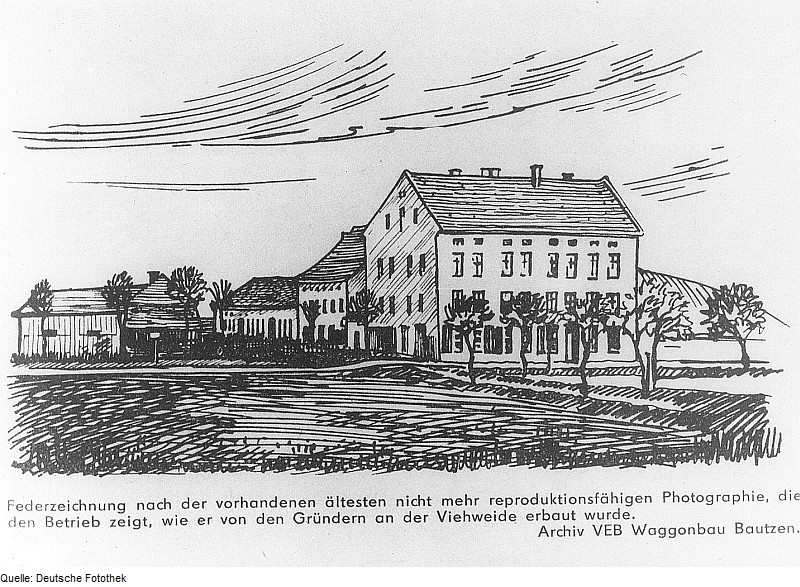
Kresba původní továrny

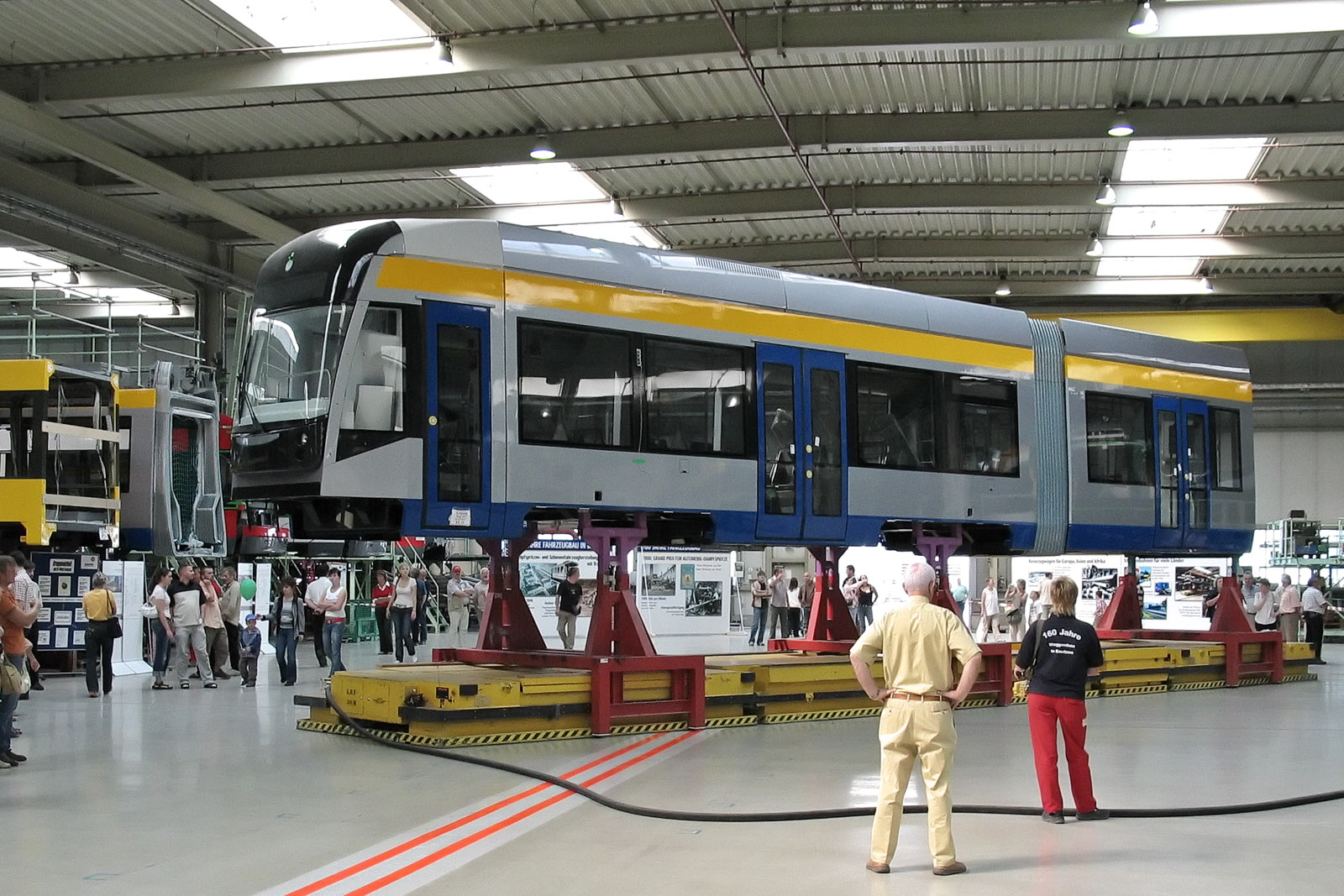
Tramvaj společnosti Bombardier vyrobená v Budyšínském závodě

Závod byl založen roku 1846 s názvem Eisengießerei- und Maschinenwerkstatt von Petzold & Center. Původně vyráběl různé stroje, nářadí a také různé součásti ze dřeva. V roce 1872 byla továrna přejmenována na Maschinenfabrik Melzer & Co KG a její sortiment se rozšířil o parní stroje a kotle. Mimo to ještě začala vyrábět vozy pro koněspřežné dráhy.
V roce 1897 byla továrna spojena s hamburským koncernem Wagenbauanstalt von W. C. F. Busch. Závod byl zmodernizován a rozšířen. Do sortimentu se nově dostaly i tramvaje a hasičské stříkačky. V roce 1902 byl v závodě vyroben první čtyřnápravový oddílový osobní vůz. Ten byl následován v roce 1904 velkoprostorovým vozem a v roce 1911 první vůz s ocelovou hrubou stavbou. Všechny vozy vyrobené na začátku 20. století byly určeny pro Saské státní dráhy. Od roku 1911 bylo v továrně vyráběno zhruba 150–200 vozů měsíčně. V roce 1928 byl závod spojen s Waggonfabrik Werdau a Linke-Hofmann-Werken. Ve 30. letech 20. století došlo k Velké hospodářské krizi a začátku druhé světové války. Z těchto důvodů byl koncern rozdělen. Budyšínský závod byl poté v roce 1941 připojen ke koncernu Flick-Konzern.
Po druhé světové válce se závod stal součástí Vereinigung Volkseigener Betriebe des Lokomotiv- und Waggonbaus (zkráceně VVB LOWA), později přejmenovaného na VEB Kombinat Schienenfahrzeugbau der DDR. Kromě osobních vozů v té době vyráběl i televizní antény a karavany. V té době bylo také konstruováno spřáhlo pro spojování vozů ruských a evropských železnic.
V 90. letech byl závod přejmenován na Waggonbau Bautzen. Ještě téhož roku byl s šesti dalšími zívody sloučen do koncernu Deutsche Waggonbau AG (zkráceně DWA). V únoru 1998 se závod stal součástí nadnárodního koncernu společnosti Bombardier. Od té doby je závod jedním z největších výrobců tramvají, každý rok je jich vyrobeno kolem dvou set. V Budyšíně jsou vyráběny téměř kompletní tramvaje s výjimkou kabinových modulů, které jsou vyráběny ve Vídeňské pobočce, elektrické výzbroje, jež je vyráběna v Mannheimu, a podvozků, jež jsou vyráběny v Siegenu.
V roce 2010 došlo k povodním a závod byl zatopen. Následně muselo být kvůli poškození sešrotováno 14 kompletních tramvají a polovina vybavení dílen. Pro ochranu před dalšími povodněmi byla vybudována hráz dimenzovaná na 500letou vodu.
Od převzetí společnosti Bombardier Transportation v lednu 2021 patří areál francouzské skupině Alstom. V prosinci 2021 bylo oznámeno, že bude zrušeno 150 z 1000 pracovních míst.

## Výroba pro Československé státní dráhy

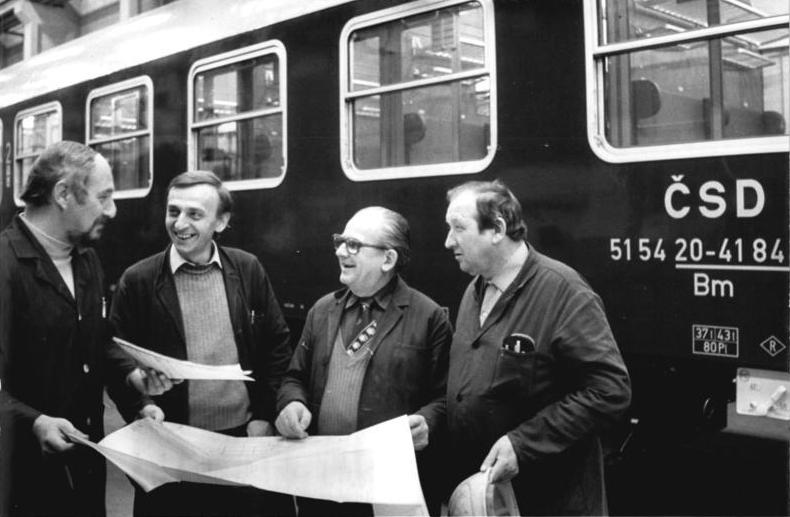
Fotografie z předání jednoho z vozů dnešní řady B^{249} v roce 1984

Waggonbau Bautzen byl od začátku 60. do začátku 90. častým dodavatelem Československých státních drah. Z počátku byly dodávány vozy se skříní typu UIC-Y, nejčastěji s podvozky Görlitz V / Görlitz Va. Od druhé poloviny 80. let byly dodávány vozy typu UIC-Z s podvozky GP 200 S. 
Rozdělení epoch je pouze přibližné, přesnější roky výroby vozů lze nalézt v příslušných článcích.
Na počátku 60. let byly vyrobeny hlavně čtyřnápravové služební vozy.
V roze 1964 byly dodány první vozy kombinující oddíly první a druhé třídy ABa (AB350) následované vozy oddílovými první třídy Aa (A150) a oddílovými vozy druhé třídy Ba (B250). Mimo to ještě byly dodány dnes již zrušené lůžkové vozy WLAB, lehátkové vozy Bac a jídelní vozy WR. Tyto dodávky pokračovaly až do poloviny 70. let.
Od poloviny 70. let byly dodávány lehce modernizované verze vozů z předchozí epochy. Jednalo se hlavně o oddílové vozy první třídy Aa (A149), oddílové vozy druhé třídy Ba (B249), servisní vozy BDa (BDs449) jídelní vozy WR (WR851). Zároveň v roce 1978 byly dodány první vozy se skříní typu UIC-Z pro Československé státní dráhy – jídelní vozy WRab (WRm812). Jako poslední byly dodány vozy kombinující oddíly první a druhou třídu ABa (AB349).
Od poloviny 80. letech byly Československým státním drahám dodáno několik stovek vozů typu UIC-Z. Jako první byly dodány lůžkové vozy s barovým oddílem BRcm (BRcm831) následované oddílovými vozy první třídy Amee a oddílové vozy druhé třídy Bmee (Bmee248). Poté byly dodány služební vozy BDmee (BDhmsee451, 448) a služební vozy s plošinou pro nakládání vozíčkářů BDmeer (BDbmsee447). Úplně poslední vozy od Budyšínské vagónky pro Československé státní dráhy byly vozy pro osobní vlaky Bymee (Bdmtee281).